# Canoni di Dordrecht

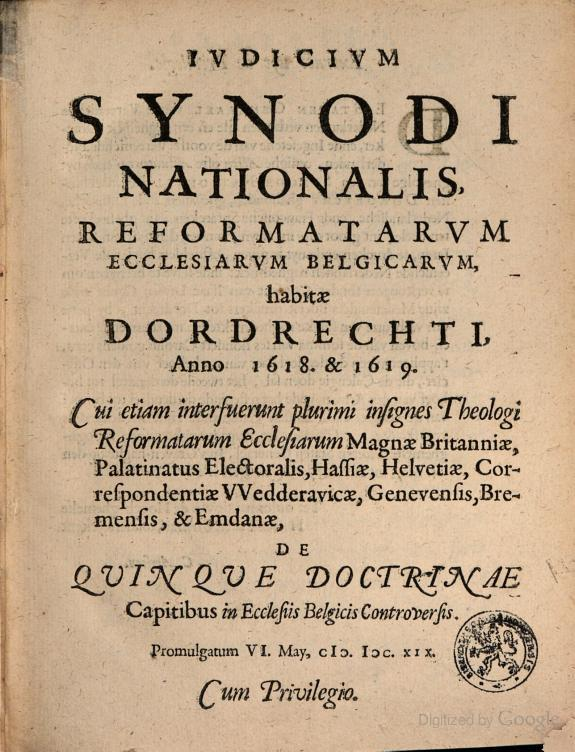

I Canoni di Dordrecht, formalmente intitolati Le Decisioni del Sinodo di Dordrecht sui Cinque Punti Principali della Dottrina nella Disputa nei Paesi Bassi sono il giudizio del Sinodo Nazionale tenutosi nella città olandese di Dordrecht negli anni 1618–1619..
Oggi i Canoni di Dordrecht fanno parte delle Tre formule di unità, una serie di tre assiomi cui fanno riferimento molte delle Chiese Riformate nel mondo, compresi i Paesi Bassi, Sudafrica, Australia e Nordamerica. Il loro continuo uso come uno standard forma un inestricabile problema che ostacola una stretta collaborazione tra i seguaci di Jacob Arminio, i Rimostranti e la Chiesa Riformata Olandese. 
Questi canoni si trovano al momento in una decisione di merito sui punti dottrinali nella controversia di quei giorni sull'Arminianesimo. Dopo la morte di Arminio (1560–1609), i suoi seguaci portarono avanti una Rimostranza (pubblicata nel 1610) in cinque articoli basando il loro punto di partenza dal Calvinismo più stretto della Confessione di fede belga. I canoni sono il giudizio del Sinodo contro questa Rimostranza. Malgrado tutto, la teologia Arminiana ricevette più tardi accettazione ufficiale dagli Stati e da allora ha continuato in varie forme all'interno del Protestantesimo, specialmente nelle Chiese metodiste.
I canoni non erano considerati una spiegazione esauriente della dottrina riformata, ma solo un'esposizione dei cinque punti della dottrina nelle discussioni I cinque punti del Calvinismo, ricordati dall'acronimo TULIP (Total depravity, Unconditional election, Limited atonement, Irresistible grace, and Perseverance of the saints = Depravazione totale, elezione incondizionata, espiazione limitata, irresistibile grazia e perseveranza dei santi) e resi popolari da un libello del 1963, popolarmente citati per riassumere i Canoni di Dordrecht. 
Comunque, non vi è alcuna relazione storica tra di essi, e alcuni studiosi sostengono che il loro linguaggio distorce il significato dei canoni.